# M 39 (звёздное скопление)
M 39 (также известно как Мессье 39 и NGC 7092) — рассеянное звёздное скопление в созвездии Лебедя.

## История открытия
Скопление было открыто Шарлем Мессье в 1764 году.

## Характеристики
M 39 находится на расстоянии около 800 световых лет от Земли.

## Наблюдения

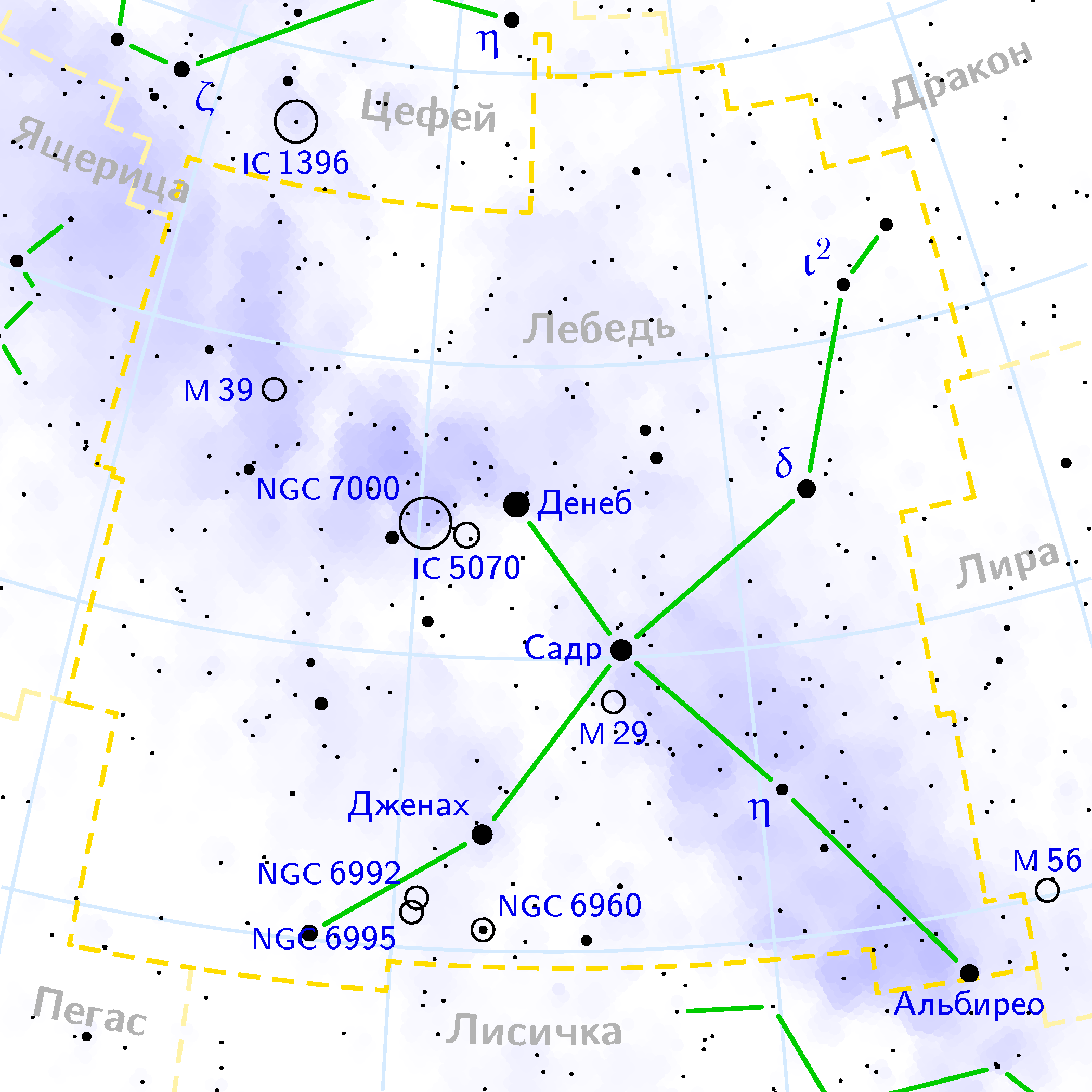
Рассеянное скопление M 39 находится в созвездии Лебедя

M 39 — самое яркое из рассеянных скоплений в летнем созвездии Лебедя. Наилучшее время наблюдений примерно с середины весны по осень. Заметно как тусклое пятнышко на середине отрезка Денеб (α Cyg) — α Ящерицы даже и невооруженным глазом. В полевой бинокль видна треугольная форма диффузного свечения и несколько звёздочек на его фоне. В телескоп апертурой 80—120 мм при соответствующем подборе увеличения 20-30 звёзд скопления заполнят все поле зрения окуляра. Из них с десяток белых примерно равной яркости (7-8m) образуют Т-образный рисунок, а остальные тусклые более равномерно заполняют фон.
На хорошем небе (без Луны и засветки) можно использовать M 39 в качестве ориентира для поиска интересного комплекса туманностей «Кокон» (IC 5146). Центральная часть комплекса — небольшое рассеянное скопление включающее несколько звезд — находится примерно в 3 градусах на восток-юго-восток от M 39. Скопление окружено компактным призрачным светящимся клубком (коконом), который лучше проявляется на фоне неба при помощи Hβ-фильтра (а также UHC или LPR «дипскай»-фильтра). Этот кокон, в свою очередь, окружён тёмной пылевой туманностью, которая образует как бы голову вокруг IC 5146 (размером с диск Луны), а от этой головы в сторону M 39 тянется примерно на два градуса чёрный хвост (тёмная туманность «Змея»).

### Соседи по небу из каталога Мессье
В относительном соседстве с M 39 находится только один объект из каталога Мессье: рассеянное скопление M 29 — у центральной звезды креста Лебедя (γ Cyg).

### Последовательность наблюдения в «Марафоне Мессье»
…M 19 → M 11 → M 39 → M 26 → M 16…